# Cleopas Strongylis
Cleopas Strongylis (civilt namn: Panagiotis Michail Strongylis) grekiska: Κλεόπας Στρογγύλης; född 20 augusti 1966 i Aten (Nea Smyrni) i Grekland, är Konstantinopels ekumeniska patriarkat metropolit av Ortodoxa metropolitdömet Sverige och Skandinavien och kyrkoherde vid Sankt Georgios kyrka i Stockholm. Han biskopsvigdes 2014.

## Biografi
Föddes i Aten den 20 augusti 1966. Han läste grundutbildning i ortodox teologi vid Atens universitet och avlade examen 1984. 1989  blev han vigd till diakon. 1992 avlade han masterexamen i teologi vid Durhams universitet i England och blev vigd till präst. 1994 avlade han masterexamen i ortodox teologi vid Holy Cross i Boston. 1996 disputerade han i ortodox teologi vid Aristotelesuniversitetet i Thessaloniki.
Han har varit verksam i över tjugo år i USA och har tjänstgjort som teologisk sekreterare åt metropolit Methodios av Boston, som församlingspräst, som föreståndare för trosundervisningen i Bostons metropolitdöme och som föreståndare för metropolitkyrkan. Han har också undervisat på Holy Cross och publicerat ett antal artiklar och böcker.
Han valdes till ny metropolit av Sverige och Skandinavien den 5 maj 2014 och vigdes till biskop i Fanar, i Istanbul, den 21 maj. Hans installation som metropolit av Sverige och Skandinavien firades i metropolitkyrkan i Stockholm den 14 juni.
I en granskande artikelserie av Göteborgs-Posten anklagas Strongylis för maktmissbruk och att systematiskt ha förskingrat och berikat sig på skatte- och gåvomedel. Tidningen visade också att Strongylis i USA utretts för ekonomiska brott mot sin församling i New York-stadsdelen Queens, samt församlingens skola. Efter granskningen återkrävdes statliga bidrag. 